# Tetovo
Tetovo es una ciudad del noroeste de Macedonia del Norte, construida en las estribaciones de la montaña Šar y dividida por el río Pena. Es la capital del municipio homónimo.

## Descripción
Es la segunda ciudad más grande del país. Cubre un área de 1080 km² a 468 m s. n. m. Tiene una población de aproximadamente 80.654 habitantes. Hay dos universidades, la Universidad Estatal de Tetovo y la internacional Universidad del Sureste Europeo.

## Toponimia
En macedonio la ciudad es llamada Тетово y en albanés Tetovë. Tetovo significa literalmente "lugar de Teto" y el mito sobre la ciudad es que fue llamada así por el legendario héroe Teto, quien, supuestamente, limpió la ciudad de serpientes.

## Historia
Aunque puede que haya habido muchos habitantes en el área de Tetovo como en la Edad de Bronce, Tetovo fue oficialmente fundada en el siglo XIV como un pequeño asentamiento ortodoxo medieval en los alrededores de la iglesia Sveta Bogorodica. 
Tetovo creció con los edificios y construcción de casas alrededor de la iglesia ortodoxa. Al final del siglo XIV, Tetovo, como toda Macedonia, cayó bajo el dominio del Imperio otomano. Como la población musulmana comenzó a expandirse en Macedonia en el periodo otomano de la primera época, las mezquitas, baños, y mercados comenzaron a aparecer tan pronto como el siglo XV. Tetovo bajo la tutela otomana llegó a ser un importante centro comercial para los granjeros y artesanos, así como una importante fortificación militar. La influencia turca impactó profundamente en Tetovo y fue renombrada como Kalkandelen para reforzar la nueva presencia islámica. 
Haci Halife en el siglo XVII anotó en sus escritos que Kalkandelen se expandió a un ritmo asombroso en las áreas de las tierras bajas. 
En el siglo XIX, cuando la población de Tetovo llegó a aumentar con el establecimiento de pueblos circundantes, el viajero francés Ami Bue anotó que la población había alcanzado a unas 4500 personas. 
En 1912, debido a las guerras balcánicas, Tetovo pasó a ser una ciudad serbia. 
En la Segunda Guerra Mundial Tetovo fue gobernada conjuntamente por Italia y su régimen títere en Albania. El Partido Comunista de Macedonia fue constituido el 19 de marzo de 1943 en Tetovo.

## Monumentos
El monasterio de Lešok con las iglesias de San Atanasio y la iglesia de la Virgen Santa están solo a 8 km de Tetovo, en la carretera que conduce al pueblo Brezno. La iglesia de la Virgen Santa, construida en 1326, es un excelente ejemplo del estilo y la tradición arquitectónica bizantina. La iglesia tiene tres capas de frescos. La primera y última capa es de la primera etapa de la construcción, La segunda y la del medio fueron añadiadas en algún momento del siglo XVII, y la tercera y superior capa fue agregada en 1879. Varias columnas de mármol de la iglesia original pueden ser vistas en el museo de Tetovo. 
La iglesia de San Atanasio fue levantada en 1924 , próxima a la iglesia de la Santa Madre de Dios. En el patio trasero del monasterio de Lešok está la tumba del educador macedonio Kiril Pejchinovik, que nació en 1770. En su honor, el monasterio patrocinó una reunión internacional de traductores literarios. Tetovo tiene también un festival de coros macedonios.
La mezquita conocida es la "Pintada", o Mezquita Aladzha, que fue fundada en la orilla derecha del río Pena o río Shkumbim. Fue construida en 1459 y conocida entre los residentes de Tetovo como la Mezquita del Pachá. En el patio trasero de la mezquita hay una forma octogonal de turba de Hurshida y Mensure, las dos mujeres que proveyeron el dinero para la construcción de la mezquita. En las inmediaciones de Tetovo están los Derviches tekke de Harabati Baba, quienes fueron establecidos por la orden sufí Bektashi en Tetovo. Los tekke siguiendo a los comunistas llegaron al final de la Segunda Guerra Mundial y en la década de 1980 el gobierno macedonio alojó a los tekke un complejo de entretenimiento con un hotel, restaurante y disco. Tras la profanación de varias tumbas sagradas por personas que acudían a una fiesta la comunidad Bektashi de Macedonia, bajo el liderazgo de Baba Tahir Emini († 2006), organizaron una sentada en 1995 y a partir de entonces reocuparon una porción considerable de los terrenos del tekke. Sigue habiendo una batalla legal en torno a la verdadera propiedad del lugar sagrado de los Bektashi.

## Población
La población de Tetovo es mixta. La mayoría son albaneses, seguidos por los macedonios y turcos. Los albaneses son originarios de Albania, Macedonia del Norte y Kosovo.

## Montaña Shara
La montaña Šar está situada en la parte noreste de la República de Macedonia del Norte, sobre el productivo valle de Polog. Se extiende más allá de la vista y el casquete de nieve durante el inicio del otoño, invierno e inicio de la primavera deja paso a los rediles de ovejas el resto del año. El bien conocido perro pastor, Šarplaninec, encuentra en Šar Planina su hogar.
El cónsul ruso Jastrebov describe el área en el siglo XIX, como un maravilloso lugar para quedarse. Dijo exactamente como lo había escuchado antes de los turcos Pashas y Beys, que habían construido sus harén en la montaña. ¿Qué atrajo a los turcos para hacer sus harenes en la pequeña ciudad de Tetovo?. La respuesta es que Tetovo está al pie del Šar Planina, dando fresco aire a la ciudad.
La Montaña Šar parece un gran mar de hierba y es el área compacta cubierta de pastos más larga en Europa, "Lukovo Pole".
La República de Macedonia del Norte es un país de lagos y montañas, y el Šar Planina es el más importante con sus macizos. Son a la vez salvajes y domados. Está cubierto de nieve, desde noviembre hasta abril. La anchura de Šar Planina es de 12 km y posee una longitud de 80 km. El más alto de sus picos es el pico Titov Vrv (2747 m s. n. m.), alguns picos importantes por su altura son Ljuboten (2498 m s. n. m.), Bistrica (2640 m s. n. m.)... El pico Ljuboten es incluso una parte del escudo de armas de Skopie (puede ser visto incluso desde Skopie).
Hay 39 lagos glaciares en la montaña Šar, de los cuales 27 pertenecen a Macedonia del Norte. De estos 27, 8 son temporales y 19 están siempre llenos de agua. Según su longitud e importancia están: Bogovinsko, Crno, Belo, Golem Gjol, Mal Gjol, lago Krivošinsko, Golemo Dedelbeško, Malo Dedelbeško, Gorno Dobroško y Dolno Dobroško. El lago Bogovinsko es el más grande y cubre un área de 67 ha. Su profundidad es de 2,2 m y una longitud de 452 m y un ancho de 225 m; localizada a 1960 m s. n. m.
El Macizo de Šar siempre ha estado densamente poblado, acorde a sus bellezas naturales. La cría de ganado vacuno es el medio de subsitencia más importante, casi todos los ciudadanos de Šar Planina tienen una tradición en ello. Algunos son: Brvenica, Lešok, Vratnica, Tearce, Varvara, Odri, Dobrošte, Staro Selo, Rogačevo, Slatina, Glogji, Pršovce, Belovište y otros.
Uno de los ski-resorts más bonitos de Macedonia del Norte, está situado en Šar Planina. Es Popova Šapka a 1900 m s. n. m. Šar Planina está lleno de monumentos naturales y es rico en monumentos histórico-culturales.

## Pueblos y poblaciones del área de Tetovo
Jazince, Rogacevo, Staro Selo, Vratnica, Beloviste, Odri, Dobroste, Neraste, Glodji, Prsovce, Jegunovce, Raotince, Janciste, Preljubiste, Tudence, Podbredje, Zilce, Siricino, Semsovo, Zelino, Ratae, Varvara, Tearce, Slatina, Lesok, Neprosteno, Dzepciste, Poroj, Celopek, Miletino, Falise, Sipkovica, Lisec.